# ほ座ミュー星
ほ座μ星（英語: Mu Velorum）は、ほ座に位置している3等級の連星である。

## 概要
ほ座μ星を成す2つの恒星は、地球からは約1.7秒離れて見え、116.24年の周期で公転しているとされていたが、1986年にヴルフ・ディーター・ハインツらの研究チームは、公転周期は138年であると報告している。視等級は2.69等で、肉眼でも観望出来る。年周視差の値に基づくと、ほ座μ星は地球から約117光年離れている。この連星系は3億6000万年前に誕生したとされている。
主星ほ座μ星A単体での視等級は2.7等で、スペクトル分類はG5III型である。すでに水素による核融合反応を終えた黄色巨星の段階にあるため、太陽の13倍の大きさまで膨張しており、光度も太陽の107倍になっている。1998年のEUVE（極紫外線観測衛星）による観測で、恒星全体の発するエネルギーとほぼ同程度のX線を放射する大規模フレアが観測された。ほ座μ星Aの静止X線光度は1.7×1030 erg/sと見積もられている。
伴星ほ座μ星B単体での視等級は6.4等で、スペクトル分類がG2V型のG型主系列星であるとされている。しかし、このスペクトル分類に関しては別の意見もあり、より詳細な分析では、ほ座μ星Bのスペクトル分類がF4VかF5VのF型主系列星である可能性も示されている。F型主系列星の場合、ほ座μ星Bは太陽の約1.5倍の質量を有する事になる。
| 指標            | 構成要素    | 構成要素 |
| 指標            | A           | B        |
| --------------- | ----------- | -------- |
| スペクトル型    | G5III       | G2V      |
| 視等級          | 2.7         | 6.4      |
| 質量 (M☉)       | 2.68 ± 0.21 | 1.25     |
| 半径 (R☉)       | 13          |          |
| 光度 (L☉)       | 107         |          |
| 表面温度 (K)    | 4,900       |          |
| 表面重力(log g) | 2.61 ± 0.08 |          |
| 自転周期（日）  | 117         |          |
| 年齢（年）      | 3億6000万   |          |